# جزيرة فلوريانا
جزيرة فلوريانا هي جزيرة من جزر أرخبيل غالاباغوس، سميت باسم خوان خوسيه فلوريس الرئيس الأول للإكوادور خلال إداراته لحكومة التي استولت على الإكوادور والأرخبيل، وقد سبق وأن سميت جزيرة تشارلز(نسبة لملك تشارلز الثاني ومن ثم سميت جزيرة سانتاماريا وهي واحدة من مراكب كولمبوس.
- الجزيرة تبلغ مساحتها 173 كم2 وارتفاعها 640 م كحد أقصى. وهي واحدة من الجزر الأكثر إثارة للاهتمام والتي سكنها التاريخ البشري، وهي جزيرة مأهولة ب100 نسمة.
- نقطة قبالة الشمال الشرقي من الجزيرة وهو المخروط البركاني تحت الماء، الذي تم العثور على تشكيلات مرجانية. وهي منطقة مفيدة للغوص إليها وتتيح فرصة رؤية الأسماك والسلاحف البحرية وأسمكا القرش وأسود البحر.
- في الشاطئ الزبرجد الزيتوني يمكن رؤية أسود البحر على مسافة قصيرة ورؤية بحيرة صغيرة بها طيور النحام والراي والسلاحف البحرية والسلطعونات الحمراء من ديسمبر إلى مايو، وتوجد طيور البحرية الليلية الذي يقضي معظم حياته بعيدا عن الأرض.